# Ústav dějin Univerzity Karlovy a archiv Univerzity Karlovy
Ústav dějin Univerzity Karlovy a archiv Univerzity Karlovy (siglou ÚDAUK) je vysokoškolský ústav Univerzity Karlovy, který má zkoumat dějiny Univerzity Karlovy a zároveň funguje jako specializovaný archiv zřizovatele. Dva hlavní úkoly ústavu zajišťuje rozdělení na dvě pracoviště: Ústav dějin Univerzity Karlovy (ÚDUK) a Archiv Univerzity Karlovy (AUK), v čele ústavu stojí ředitel (archivář univerzity) a obě pracoviště vedou vedoucí. Hlavní sídlo ústavu je v součástí komplexu budov univerzity (rektorátu) mezi Ovocným trhem a Celetnou (Ovocný trh 5 – dům U Nožičků) s vchodem z vnitřního dvora, využívá také depozitáře v Lešeticích.

## Historie archivu
Za první zmínku o archivu univerzity se považuje pasáž ve statutech Univerzity Karlovy z roku 1360, v níž je zmíněna univerzitní pokladna, ve které se nacházela pečeť, privilegia a peníze univerzity.  V pozdějších staletích fakulty a koleje o své písemnosti pečovaly samy. Císařský reskript z roku 1755 stanovil, jak se má o archiválie univerzity a pečovat a tehdy došlo k jejich centralizaci. Po rozdělení univerzity na českou a německou roku 1882 se dostal univerzitní archiv pod správu německé univerzity a péči nad ním převzal Adolf Bachmann. Po vzniku Československa byl archiv převzat českou univerzitou a byl svěřen Gustavu Friedrichovi, úřední práci v archivu však vykonával německý archivář Josef Bergl. Během rekonstrukce Karolina byl archiv přemístěn do budovy Právnické fakulty. Roku 1939 byl archiv svěřen německé univerzitě a pracovali v něm Anton Blaschka, Heinz Zatschek a Felicitas Kosková. Na konci 2. světové z něj byly odvezeny různé písemnosti (včetně zakládací listiny univerzity) a univerzitní insignie. Na poválečné obnově archivu se podílel Václav Vojtíšek, který stál až do roku 1958 v jeho čele. Od roku 1958, kdy se stal vedoucím instituce František Kavka, byl archiv rozčleněn na dvě sekce - vlastní archiv a Ústav dějin univerzity Univerzity Karlovy. Od roku 1960 vydává instituce časopis Acta Universitatis Carolinae : Historia Universitatis Carolinae Pragensi.  Na konci 60. let získal archiv novou budovu v areálu Karolina, kde sídlí dodnes, v roce 1970 došlo ke zrušení Ústavu dějin Univerzity Karlovy. K jeho obnově dochází až v roce 1992. Od roku 1978 byl vedoucím archivu právní historik Karel Litsch. V letech 1990-1992 byl ředitel Jan Havránek, v letech 1992-2005 Josef Petráň, od roku 2005 je jím Petr Svobodný.      

## Archivní fondy
K roku 2016 disponoval archiv 195 archivními fondy o celkovém rozsahu 7138,3 běžných metrů. V archivu se nachází více než 200 listin, úřední knihy rektorátu a fakult, kvalifikační a aktový materiál. Archiv Univerzity Karlovy převzal i archivy dnes již neexistujících univerzit: Německé univerzity v Praze, Státní archivní školy, Vysoké školy ruského jazyka a literatury, Vysoké školy pedagogické, Pedagogického institutu a Univerzity 17. listopadu.  